# Кућа породице Стевановић
Кућа породице Стевановић се налази у Шиљаковцу, насељеном месту на територији градске општине Барајево, подигнута је између 1830. и 1840. године. Представља непокретно културно добро као споменик културе.
Кућа је подигнута је као типичан репрезентативни објекат породичне задруге. Припада типу вишеделне шумадијске чатмаре. Кућа је приземна, правоугаоне основе, са четвороводним кровом покривеним ћерамидом. Конструкција је бондручна, са испуном у чатми. Кућа се састоји од шест просторија, међусобно повезаних вратима, са „кућом” у средишњем делу. Настала је у време интензивних социјалних превирања у Србији и формирања имућног слоја друштва.